# Hikone
Hikone (japanska: 彦根市?, Hikone-shi) är en stad i Shiga prefektur i Japan. Staden fick stadsrättigheter 1937.
Hikone ligger vid Biwasjöns östra strand. I staden finns Hikone slott, byggt 1603-1622.

## Galleri

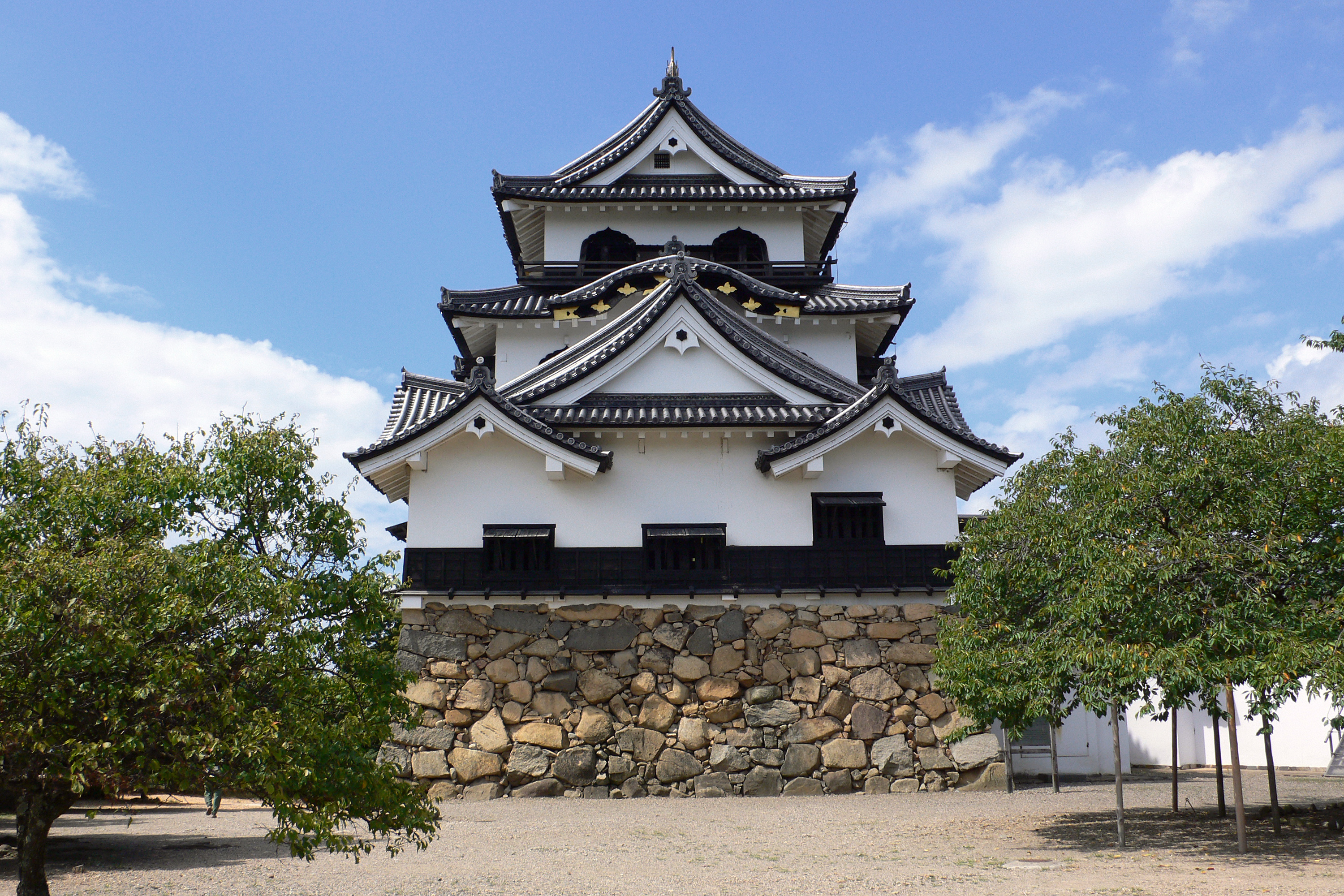
Hikone slott
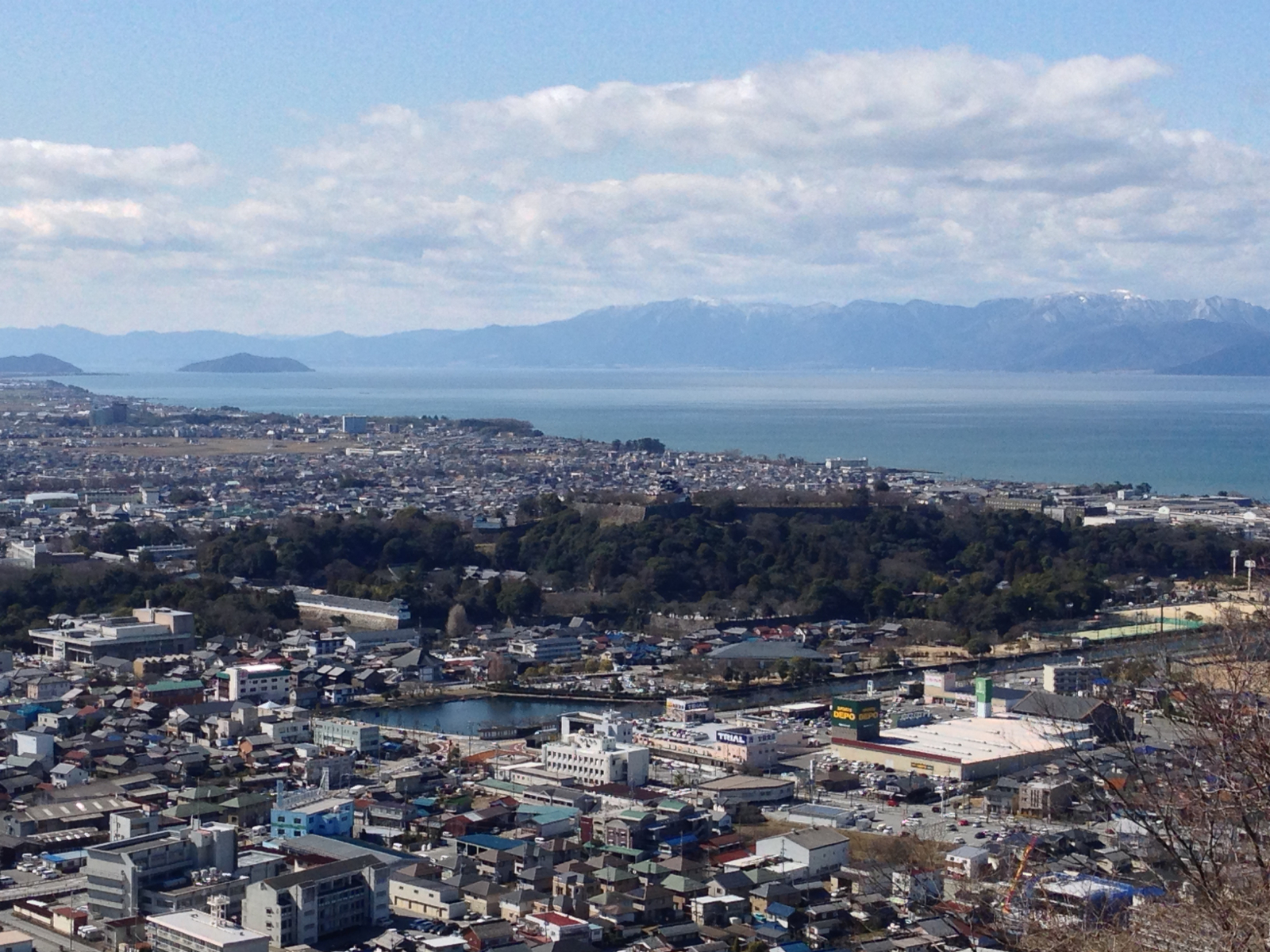
Utsikt över staden och Biwasjön
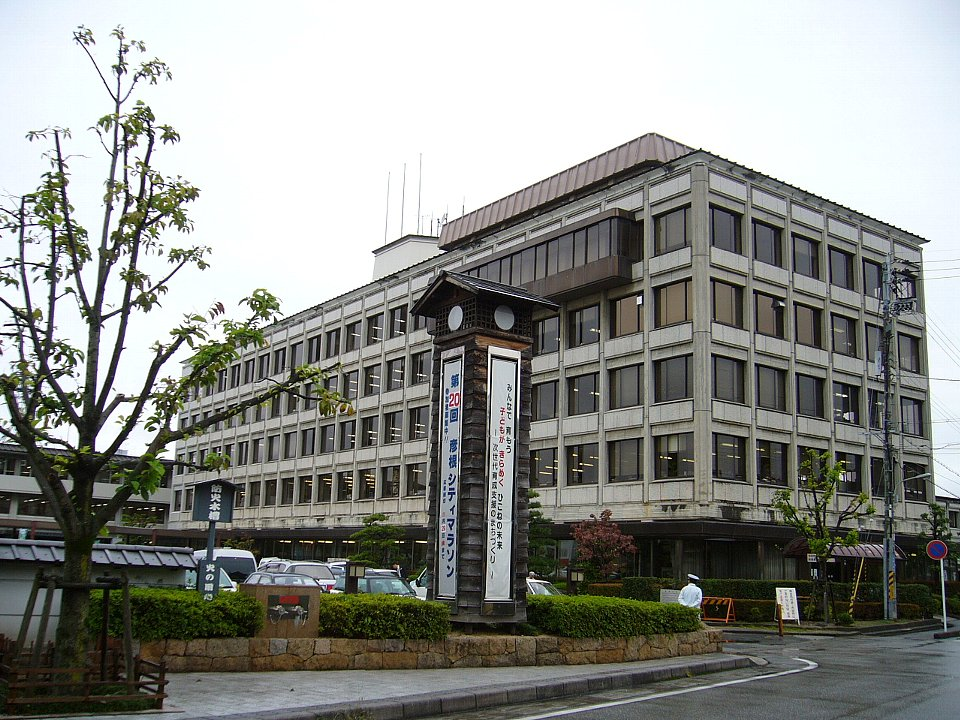
Stadshuset